# ベツレヘムの螺鈿細工

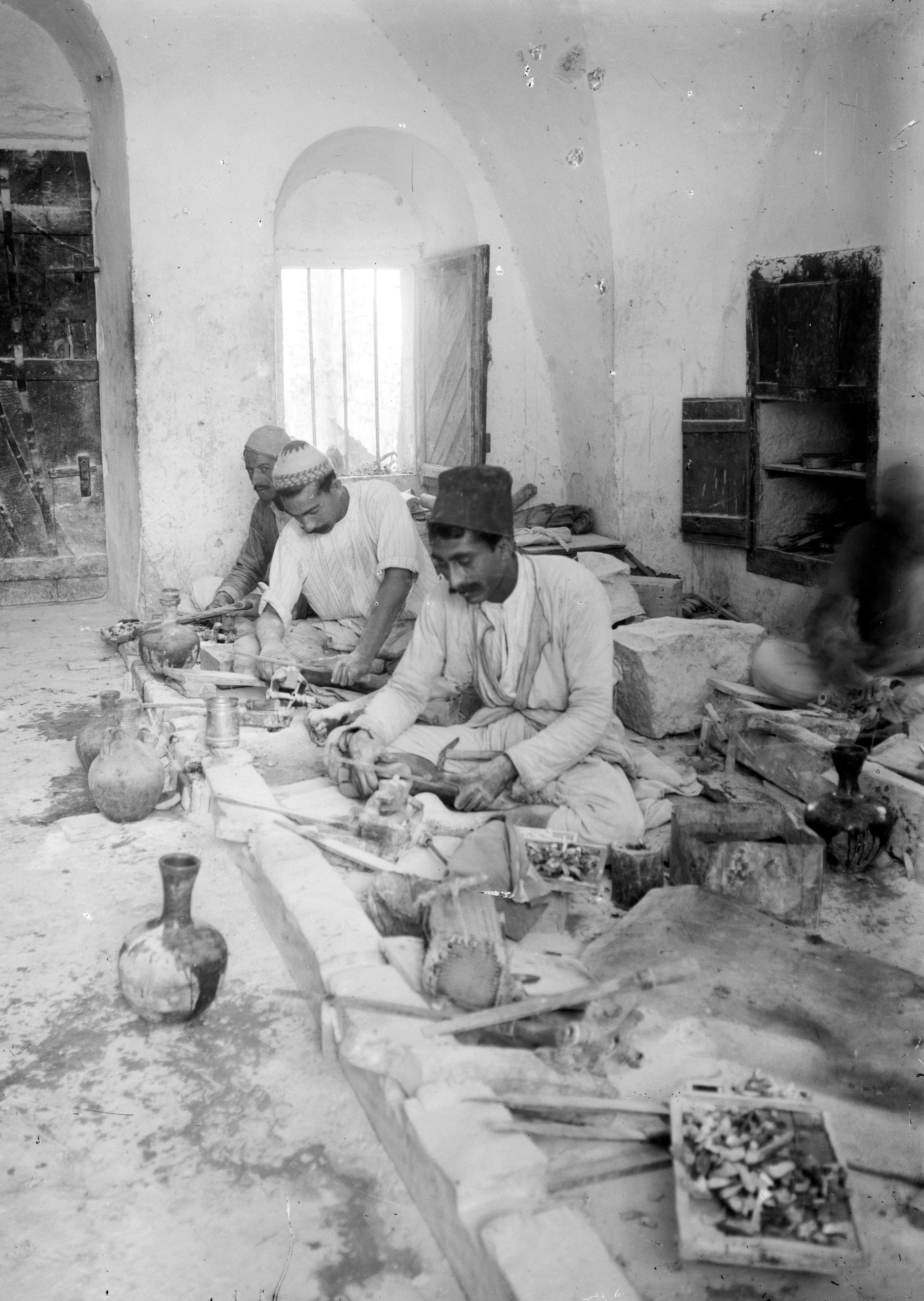
エルサレムのアメリカン・コロニーにより１９００〜１９２０年頃に取られた、螺鈿細工職人の写真。

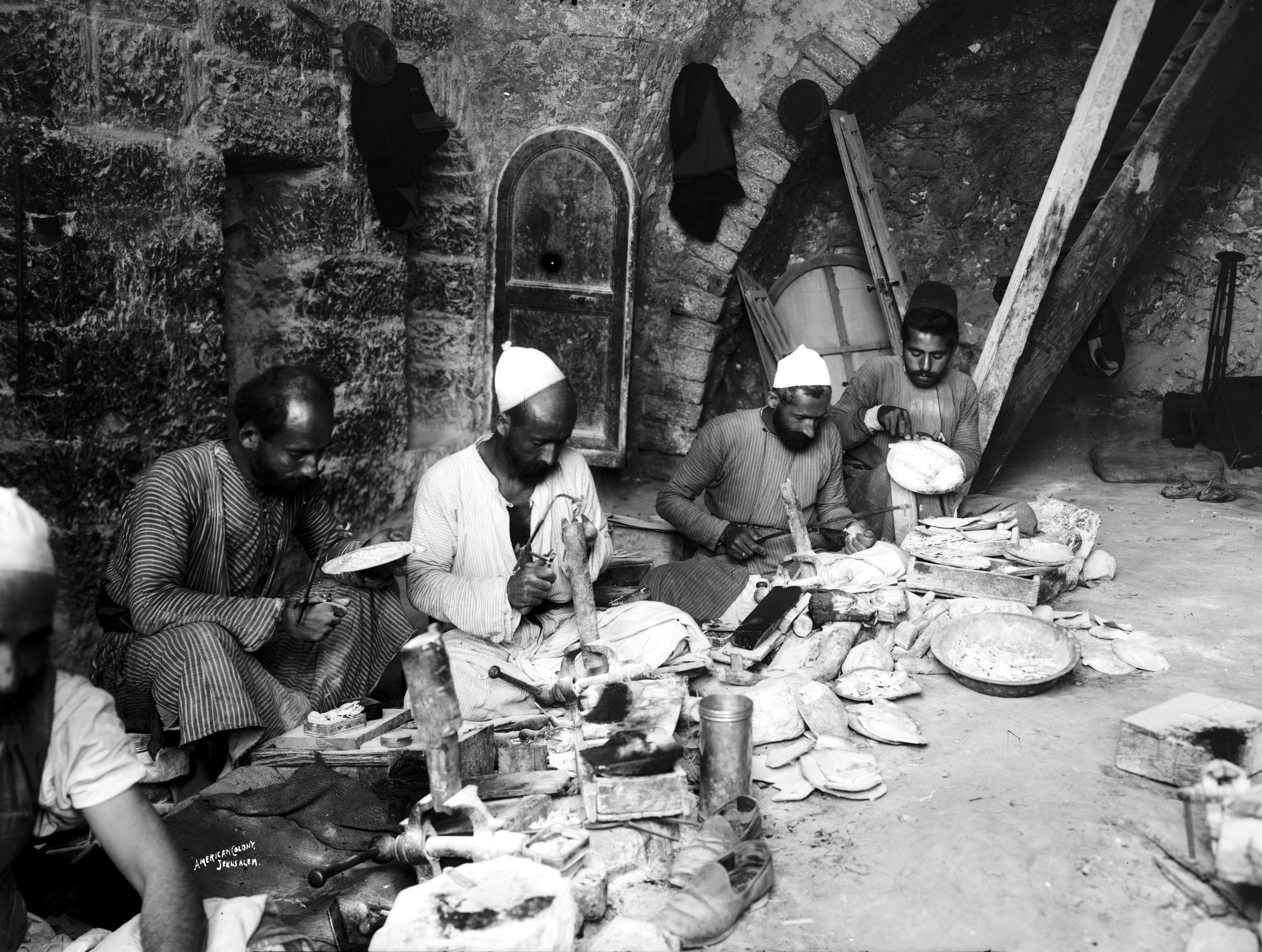
エルサレムのアメリカン・コロニーにより１９００〜１９２０年頃に取られた、螺鈿細工職人の写真。

螺鈿細工は、ベツレヘムの伝統工芸である。15世紀にフランシスコ会会員により持ち込まれたと言われている。
かつては、螺鈿用のカキのほとんどは紅海から来ていたが、今日ではオーストリア、カリフォルニア州、ニュージーランドやブラジルが主な供給者である。
今日の製品は、十字架、イヤリング、ブローチ、写真のフレームといったものである。

## 注
1. ↑  Tourist Products, Palestine-family.net]
2. ↑  Bethlehem municipality website Archived 2007年11月21日, at the Wayback Machine.